# Falaise
Falaise é uma comuna no departamento de Calvados, na região administrativa da Normandia, no noroeste de França.
O castelo de Falaise foi o local de nascimento de Guilherme, o Conquistador, duque da Normandia e rei da Inglaterra.